# Lasiopetalum cordifolium
Lasiopetalum cordifolium är en malvaväxtart som beskrevs av Stephan Ladislaus Endlicher. Lasiopetalum cordifolium ingår i släktet Lasiopetalum och familjen malvaväxter. Inga underarter finns listade i Catalogue of Life.